# مگدولنا روزسا
مگدولنا روزسا (به انگلیسی: Magdolna Rúzsa) (زاده ۲۸ نوامبر ۱۹۸۵) خواننده صربستانی-مجارستانی است.
او در مسابقه آواز یوروویژن ۲۰۰۷ نماینده مجارستان بود.